# Il mattino dopo
Il mattino dopo (The Morning After) è un film del 1986 diretto da Sidney Lumet.

## Trama
Alex, un'attrice semialcolizzata e ormai sulla via del tramonto nonostante sia ancora giovane, si sveglia dopo una sbornia e scopre accanto a sé il cadavere di un uomo con un coltello conficcato nel petto. Non ricorda niente della sera precedente. Invece di chiamare la polizia, se ne va e all'aeroporto incontra un ex-poliziotto, Turner, che le dà un passaggio. A complicare la vicenda entra in campo anche il marito Joaquin, che vuole divorziare. Tutto farebbe pensare che il delitto sia stato commesso da Alex, in quanto lei in passato aveva tentato di uccidere con un coltello il primo marito, ma la verità è un'altra.